# وي هارت إت
وي هارت إت هو شبكة تواصل اجتماعية لالهام الصور. يصف الموقع نفسه على أنه «بيت لإلهامك» ومكان ل«تنظيم ومشاركة الأشياء التي تحب». يمكن للمستخدمين جمع صورهم المفضلة لمشاركتها مع الأصدقاء وتنظيمها في مجموعات. يمكن للمستخدمين الولوج للموقع عبر متصفح ويب أو تطبيقات وي هارت إت على آي أو إس و أندرويد.